# حرف صغير الأوراق
الحُرْف الصغير الأوراق نوع نباتي يتبع جنس الحُرْف من الفصيلة الصليبية.